# 風の惑星/スリップストリーム
『風の惑星/スリップストリーム』（原題：Slipstream）は、1989年のイギリスのSFアクション映画。

## キャスト
- ウィル・タスカー：マーク・ハミル
- アバター：ベン・キングズレー
- コーネリアス：F・マーリー・エイブラハム
- マット：ビル・パクストン
- バイロン：ボブ・ペック
- ベリツキー：キティ・オルドリッジ
- エイリエル：エリナー・デイヴィッド